# Movimiento judío liberal de Francia
El Movimiento Liberal Judío de Francia (MJLF) (en francés: Mouvement juif libéral de France) es una asociación cultural y religiosa liberal judía afiliada a la Unión Mundial para el Judaísmo Progresista. Fundado en 1977, el movimiento promueve la vida religiosa y cultural judía a través de sus dos sinagogas. El MJLF fue creado en junio de 1977 por 50 familias bajo la dirección del rabino Daniel Farhi, el primer presidente Roger Benarrosh y la judía Colette Kessler, directora de educación. Varios rabinos han contribuido al desarrollo del MJLF. Actualmente, tres rabinos lideran el movimiento: Floriane Chinsky, Yann Boissière y Delphine Horvilleur.
El MJLF opera una sinagoga y una casa comunitaria en el número 11 de la calle Gaston de Cavaillet en el distrito 15, en el Front de Seine, a apenas 100 metros del viejo velódromo de invierno. Una segunda sinagoga fue creada en 1983 en el este de París, se encuentra en el número 24 de la calle Surmelin en el distrito 20.
La organización realiza cursos, conferencias y actividades, en el día del libro, y organiza foros y reuniones interreligiosas. También edita la revista trimestral Tenoua, creada en 1981 por el rabino Daniel Farhi, y dirigida por la rabina Delphine Horvilleur.

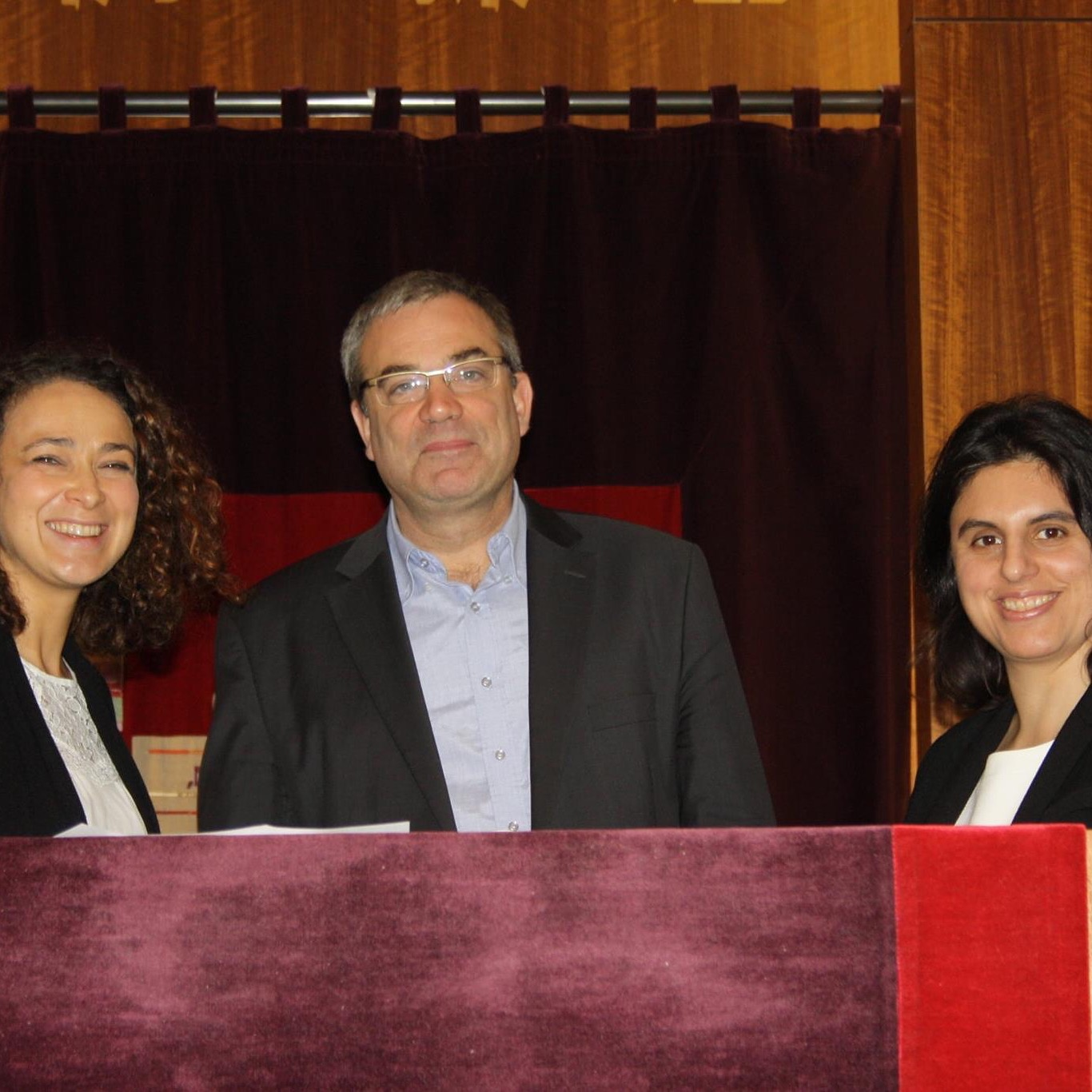
Delphine Horvilleur, yann Boissière, y Floriane Chinsky